# Lepidoniscus germanicus
Lepidoniscus germanicus là một loài chân đều trong họ Philosciidae. Loài này được Verhoeff miêu tả khoa học năm 1896.